# Diederrick Joel
Diederrick Joel Tagueu Tadjo, genannt Joel, (* 6. September 1993 in Nkongsamba) ist ein kamerunischer Fußballspieler, der seit September 2023 für Hà Nội FC in Vietnam spielt.

## Karriere

### Vereine
Joel spielte mindestens von 2012 bis 2014 für den brasilianischen Londrina EC. In diesem Zeitraum absolvierte er für den Klub 28 Ligaspiele und traf dabei zehnmal ins gegnerische Tor. Zudem kam er in sechs Spielen der Copa do Brasil zum Einsatz und erzielte zwei Treffer. Anfang September 2014 wechselte er zum Coritiba FC. Die Statistik weist für ihn bei dieser Karrierestation acht Tore bei 20 Ligaeinsätzen aus. Mitte Dezember 2014 schloss er sich dem Cruzeiro EC an. Neben 19 Einsätzen (drei Tore) in der Liga kam er auch fünfmal (kein Tor) in der Copa Libertadores 2015 zum Einsatz. Seit Januar 2016 setzte er seine Karriere beim FC Santos fort, der ihn gegen Übernahme der Gehaltszahlungen für ein Jahr auslieh. Joel bestritt dort insgesamt 28 Ligaspiele, bei denen er fünf Tore erzielte (Serie A: 16/2; Paulista A1: 12/3). Zudem wurde er siebenmal in der Copa do Brasil eingesetzt. Im Januar 2017 lieh ihn Botafogo FR für ein Jahr von Cruzeiro aus. Die Leihe wurde im Juni vorzeitig beendet und Joel weiterverliehen an den Avaí FC. Anfang 2018 wurde er vom portugiesischen Erstligisten Marítimo Funchal ausgeliehen. Nach Ende der Saison 2018/19 sollte Joel zu Cruzeiro zurückkehren, reiste aber zunächst zur Nationalmannschaft für den Afrika-Cup 2019.
Nachdem Joel den Einsatz bei beim Afrika-Cup wegen Herzproblemen (siehe Nationalmannschaft) absagen musste, wurde er im September des Jahres wieder in den Kader von Cruzeiro integriert. Er hatte umfangreiche Untersuchungen vornehmen lassen und einen Eingriff vornehmen lassen. Am 20. Oktober 2019 kam er in der Série A 2019 im Auswärtsspiel gegen Corinthians São Paulo wieder zu einem Einsatz. Bis Saisonende schlossen sich drei weitere an. Ende Dezember wurde Joels erneute Leihe an Marítimo bekannt. Der Klub übernahm ihn im August 2020 ablösefrei und stattete ihn mit einem Kontrakt über zwei Jahre aus.
Im Januar 2023 wurde der Spieler an al-Hazem nach Saudi-Arabien ausgeliehen. Die Leihe war befristet bis zum Saisonende 2022/23 und enthielt eine Kaufoption. In der Saison bestritt Joel noch sechs Spiele, in denen er fünf Tore erzielte. Sein Klub erreichte den zweiten Platz in der Saudi First Division League, der zweiten Liga, und damit den Aufstieg in die Saudi Professional League. Der Klub nahm die Kaufoption nicht wahr und Joel kehrte Marítimo zurück. Dieser hatte in der Primeira Liga 2022/23 nur den 16. Platz erreicht und musste in die Relegation gegen CF Estrela Amadora. Diese ging nach Elfmeterschießen nach dem zweiten Spiel verloren und der Klub fand sich zur Saison 2023/24 in der Segunda Liga wieder. Joel trat hier noch in zwei Ligaspielen und einem im Taça de Portugal an, bevor er erneut wechselte. Anfang September ging Joel fest nach Vietnam zum Hà Nội FC. Bereits sein erstes Spiel für den Klub war auf internationaler Ebene in der AFC Champions League 2023/24. Gegen Pohang Steelers aus Südkorea am 20. September lief er von Beginn an auf. Das Treffen ging mit 2:4 verloren, aber Joel erzielte beide Tore für seinen Klub. Nach Beendigung der Saison 2023/24 verließ er den Klub.
Joel ging wieder nach Brasilien. Hier unterzeichnete er beim Paysandu SC, mit welchem er in der Série B 2024 antrat. Zum Jahresstart 2025 ging er bis Saisonende 2024/25 erneut nach Portugal zu Nacional Funchal.

### Nationalmannschaft
Joel war Mitglied sowohl der U-17- als auch der U-20-Auswahl Kameruns. 2018 bestritt Joel sein erstes Länderspiel für die A-Auswahl Kameruns. Im Freundschaftsspiel gegen die Burkinische Fußballnationalmannschaft am 27. Mai 2018, wurde er in der 67. Minute für Fabrice Olinga eingewechselt. Ein Jahr später erzielte Joel in einem Freundschaftsspiel gegen die Sambische Fußballnationalmannschaft sein erstes Länderspieltor. In dem Spiel wurde er in der 61. Minute, wieder für Olinga, eingewechselt und erzielte in der 71. Minute den Treffer zum 2:0 (Endstand-2:1).
In dem Jahr wurde Joel in den Kader für den Afrika-Cup 2019, welcher am 21. Juni in Ägypten begann, berufen. Am 24. Juni wurde bekannt, dass das Ärzteteam einen Einsatz von Joel verweigerte. Laut einem Bericht des kamerunischen Mannschaftsarztes William Ngatchou wies Joel eine Arterie an den Koronargefäßen eine Anomalie auf, die während einer Belastung zum Tod führen kann.

## Trivia
Im August 2019 heiratete er die Brasilianerin Jessica Tagueu, mit welcher er ein Kind hat.